# Tadj al-Din Firuz Shah
Tadj al-Din Firuz Shah   (1371 - Gulbarga, 1 d'octubre de 1422) fou sultà bahmànida del Dècan (1397-1422). Fou un rei instruït, cal·lígraf i poeta. Va tenir molta preferència per un sant sufita.
El minisre turc Taghalchin va intentar convèncer el sultà Shams al-Din Dawud Shah II d'empresonar els prínceps Firuz Khan i Ahmad Khan i en no tenir èxit va demanar a la reina mare desfer-se dels dos prínceps. Aquestos, assabentats del plan, van fugir cap a Sagar i Firuz es va proclamar rei com Tadj al-Din Firuz Shah designant el seu germà Ahmad Khan com Amir al-umara i Mir Fazlil-lah Inju Wakil (equivalent a primer ministre); va alliberar Ghiyath al-Din Shah Tahmatan i va aconseguir molts suports. Llavors va atacar la capital. Taghalchin fou derrotat i el seu fill va morir i Dawud Shah II fou cegat, però se li va permetre marxar a la Meca amb la seva mare (15 de novembre de 1397).
Al final del regnat l'exèrcit de Firuz va intentar matar el seu germà Ahmad Khan, però les forces d'aquest van derrotar les de Firuz. La població va obrir les portes de Gulbarga i Ahmad va entrar sense oposició. Tadj al-Din Firuz va abdicar el 22 de setembre de 1422 i Ahmad es va proclamar rei amb el nom de Shihab al-Din Ahmad I o Ahmad Shah I, i poc després va fer matar el seu germà el 28 de setembre de 1422.